# AUTO.RIA
AUTO.RIA  (укр. Авторіа) — український бренд автомобільної інтернет-торгівлі, один з проєктів RIA.com Marketplaces OÜ.

## Опис
З 2014 року сайт слугує майданчиком для розміщення оголошень від приватних осіб і компаній про купівлю-продаж нових автомобілів, та автомобілів із пробігом. Офіси знаходяться у Таллінні, Вінниці та Києві.
В жовтні 2016 року за даними SimilarWeb, сайт займав 6-е місце за відвідуваністю серед усіх автомобільних сайтів світу в категорії «Купівля авто» і 11-е місце в категорії «Автомобілі та транспорт».
Керівництво компанії здійснює правління у складі: Артем Уманець, Роман Марченко, Сергій Молдаховський, Олександр Черній, Оксана Іщенко, Олександр Ліщинський, Микола Злотніцький. 
Сайт функціонує як віртуальний торговельний майданчик для автомобілів, де у відкритому доступі розміщуються оголошення про продаж і характеристики автомобілів. Також тут зібрано інформацію про автомобільні компанії України.

## Структура сайту
- каталог авторозбірок[8]
- каталог автосервісів
- каталог компаній з викупу авто,
- каталог автошкіл,
- каталог компаній зі страхування авто,
- пошук гаражів для автомобілів,
- пошук товарів для авто,
- рейтинг пошуку автомобілів,
- юридична інформація, поради[9]

відкрито розділ «Нові авто», працює програма «Авто перевірено», що займається віддаленою діагностикою автомобілів. Ресурс проводить тест-драйви.

### Види транспорту
- автомобілі: легкові та вантажні,[15]
- автобуси,
- мотоцикли,
- причепи,
- спецтехніка,
- електромобілі,
- катери,
- яхти[16]

## Історія розвитку
У 2014 р. відбувся перший реліз AUTO.RIA.com RIA.com Marketplaces OÜ.
У 2015 р. компанія обрала стратегію "Перевірений Інтернет". Відбувся перший реліз мобільного додатка AUTO.RIA.
У 2017 додаток AUTO.RIA завантажили 1 000 000 раз.

## Конкурси та дослідження
Ресурс займається підготовкою статистичних матеріалів, в тому числі про популярні автомобілі.
Ресурс проводить дослідження про частоту змін транспортних засобів українськими водіями, а також про різниці в цінах на вживані автомобілі.
У 2015 році  ресурс організував конференцію «Автомобільна інтернет-торгівля в Україні».
2015 — ресурс спільно з RIA.com організував конференцію «Автомобільна інтернет-торгівля в Україні».
Ресурс щорічно проводить дослідження і надає дані про покупку авто з пробігом в Україні.
У сфері аналітики ресурс з 2021 року співпрацює з партнерською організацією Інститут досліджень авторинку.

## Інтернет-журнал
25 грудня 2014 року відбулася презентація випуску онлайн-журналу «AUTO.RIA на вихідні», а також нагородження переможців у номінації «Найкращі тест-драйви».